# Le Rove
Le Rove település Franciaországban, Bouches-du-Rhône megyében. Lakosainak száma 5205 fő (2022. január 1.). Le Rove Ensuès-la-Redonne, Gignac-la-Nerthe, Les Pennes-Mirabeau és Marseille községekkel határos.

## Népesség
A település népességének változása:
| Lakosok száma | 1709 | 2707 | 3429 | 4077 | 4557 | 4777 | 5128 | 5145 | 5193 | 5205 |
|               | 1968 | 1982 | 1990 | 2006 | 2013 | 2015 | 2017 | 2019 | 2020 | 2022 |